# 名古屋市立幅下小学校
名古屋市立幅下小学校（なごやしりつ はばしたしょうがっこう）は、かつて愛知県名古屋市西区幅下一丁目にあった名古屋市立小学校。

## 沿革
- 1872年（明治5年） - 法蔵寺において八番義校・西願寺において九番義校・正覚寺において十番義校が成立[2]。
- 1882年（明治15年） - 浅間校・新道校の統合により、幅下学校成立[2]。
- 1892年（明治25年） - 幅下尋常小学校と改称[2]。
- 1904年（明治37年） - 幅下第一尋常小学校・幅下第二尋常小学校に分裂する[2]。
- 1909年（明治42年） - 幅下第一尋常小学校が幅下尋常小学校、幅下第二尋常小学校が新道尋常小学校とそれぞれ改称される[2]。
- 1919年（大正8年） - 幅下尋常小学校に夜間学級が設置される[2]。
- 1926年（昭和元年） - 新道尋常小学校に高等科が設置される[2]。
- 1941年（昭和16年） - 幅下国民学校・新道国民学校とそれぞれ改称される[2]。
- 1943年（昭和18年） - 幅下尋常小学校の夜間学級が廃止される[2]。
- 1944年（昭和19年） - 学童集団疎開を行った[2]。
- 1945年（昭和20年） - 新道国民学校が空襲により全焼する[2]。
- 1946年（昭和21年） - 幅下・新道両国民学校の統合により、幅下国民学校が成立[2]。
- 1947年（昭和22年） - 名古屋市立幅下小学校と改称される[2]。
- 1954年（昭和29年） - 特殊学級（百合組）が設置される[2]。
- 1963年（昭和38年） - 新校歌制定[2]。
- 2002年（平成14年） - トワイライトスクールが開校[2]。
- 2015年（平成27年）3月31日 - 閉校。
  - 4月1日 - 名古屋市立江西小学校、名古屋市立那古野小学校と統合し名古屋市立なごや小学校となる。旧幅下小の児童は西校舎（旧江西小）と東校舎（旧那古野小）に分れて通学する。
- 2017年（平成29年）4月 - 跡地に統合新校舎が完成[3][4]。

## 教育方針
明るく 仲よく たくましく

## 校区
- 名古屋市西区
  - 菊井一丁目・二丁目の各一部[5]
  - 城西一丁目の一部[5]
  - 新道一丁目・二丁目の各一部[5]
  - 浅間一丁目・二丁目の各一部[5]
  - 那古野一丁目・二丁目の各一部[5]
  - 幅下一丁目・二丁目の一部[5]

## 進学先中学校
- 名古屋市立菊井中学校[5]

## 著名な出身者
- 石川栄次郎（土木技術者）
- 伏屋和彦（大蔵官僚）